# Borland C++
Borland C++ je integrované vývojové prostředí pro programovací jazyk C a C++, které je určeno pro prostředí DOS, Microsoft Windows a Windows NT jako nástupce Turbo C++. Jeho kvalitní ladící nástroj Turbo Debugger byl napsán pro běh v chráněném režimu systému DOS.

## Součásti
Object Windows LibraryObject Windows Library (OWL) je knihovna C++ tříd umožňující snadnější rozvíjení grafických aplikací ve Windows.
Turbo VisionTurbo Vision je knihovna C++ tříd pro vytváření profesionálních aplikací v DOSu. Tyto třídy umožňují aplikaci využívat klasické prvky Windows: dialogová okna, vyvolávání událostí, menu, akcelerátory, apod.
Borland Power Pack pro DOSBorland Power Pack pro DOS umožňuje vytvářet 16bitové a 32bitové aplikace pro DOS, které využívají chráněný režim. Tyto aplikace mohou přistupovat v omezeném rozsahu k Windows API a využívat funkce dynamických knihoven Windows (DLL).
Borland CodeGuardBorland CodeGuard se po instalaci se integruje do IDE, CodeGuard umožňuje vložit specifický kód v konečném spustitelném souboru a monitorovat jednotlivé části kódu: ukazatel využití, API volání, četnost volání určité funkce. Pokud dojde k zjištění chyb, je vyvoláno dialogové okno a program lze v debuggeru zastavit nebo uložit záznam na disk. Umožňuje pracovat s 16 a 32bitovými aplikacemi.

## Historie verzí
- Borland C++ 1.0 – (1990, MS-DOS) Další verze byla 3.0
- Borland C++ 3.0 – (1991) Nový kompilátor s podporou vytváření Microsoft Windows aplikací.
- Borland C++ 3.1 – (1992) Představení IDE a aplikační rámce (OWL 1.0, Turbovision 1.0)
- Borland C++ 4.0 – (1993, Windows 3.x) MS-DOS IDE podpora, již zahrnuty OWL 2.0.
- Borland C++ 1.0 – (1992, OS/2)
- Borland C++ 1.5
- Borland C++ 2.0 – (1993, OS/2) Podpora pro 2.1 a Warp 3. OWL 2.0. Zahrnuta IBM SMART Toolset pro automatický přechod Windows aplikací na OS2. Nejnovější verze.
- Borland C++ 4.01
- Borland C++ 4.02 – (1994)
- Borland C++ 4.5
- Borland C++ 4.51
- Borland C++ 4.52 – (1995) Oficiální podpora pro Windows 95, OWL 2.5
- Borland C++ 4.53
- Borland C++ 5.0 – (1996, Windows 95) Vydáno v březnu 1996. Funguje na Windows 95 a Windows NT 3.51. Nefunguje (oficiálně) na Windows NT 4.0 (který byl v té době stále ve vývoji). Testy třetích stran vykazovaly některé problémy na NT 4.0. Nepracuje na Windows 3.x nebo DOS. I přes to lze vyvíjet Win32, Win16 nebo DOS programy.
- Borland C++ 5.01
- Borland C++ 5.02 – (1997) Závěrečné vydání Borland C++ IDE (později nahrazen C++Builder sérií), závěrečné vydání pro podporu kompilace pro MS-DOS (cíl). Oficiální podpora Windows NT 4.0.
- Borland C++ 5.5 – Pouze Command-line kompilátor (ne s IDE). Je stále ještě zdarma k dispozici na CodeGear.

## Vývoj Borland C++
Postupný vývoj Borland C++:
Turbo C++ → Borland C++ → Borland C++Builder → CodeGear C++Builder (a CodeGear Turbo C++)